# Vagner Gonçalves
Vagner, właśc. Vagner José Dias Gonçalves (ur. 10 stycznia 1996 w Mindelo) – kabowerdyjski piłkarz grający na pozycji skrzydłowego w brazyljskim klubie Amazonas FC.

## Kariera klubowa
Swoją piłkarską karierę Vagner rozpoczął w klubie Gil Vicente FC. W 2015 roku awansował do pierwszego zespołu i 29 września 2015 zadebiutował w nim w drugiej lidze portugalskiej w przegranym 0:1 wyjazdowym meczu z Benfiką B. W Gil Vicente grał przez rok.
W lipcu 2017 Vagner został zawodnikiem francuskiego AS Saint-Étienne. 28 listopada 2017 zaliczył w nim debiut w Ligue 1 w przegranym 0:3 wyjazdowym meczu z Girondins Bordeaux. W sezonach 2017/2018 i 2018/2019 grał jednak głównie w rezerwach AS Saint-Étienne.
W styczniu 2019 Vagner został wypożyczony do grającego w Ligue 2, AS Nancy. Swój debiut w Nancy zanotował 11 stycznia 2019 w przegranym 1:2 domowym spotkaniu z Paris FC. Latem 2019 wypożyczenie do Nancy przedłużono o rok. W klubie tym grał do lata 2020.
W lipcu 2020 Vagner przeszedł do FC Metz za kwotę 3 milionów euro. W barwach Metz zadebiutował 25 października 2020 w zwycięskim 2:0 domowym meczu z Saint Étienne.
W sierpniu 2021 Vagner został wypożczony z Metz do szwajcarskiego FC Sion. W Sionie swój debiut zaliczył 23 września 2021 w zremisowanym 1:1 domowym spotkaniu z FC Luzern.
| Sezon   | Klub               | Kraj       | Rozgrywki              | Mecze     | Gole      |
| ------- | ------------------ | ---------- | ---------------------- | --------- | --------- |
| 2015/16 | Gil Vicente FC     | Portugalia | Segunda Liga           | 25        | 2         |
| 2017/18 | AS Saint-Étienne   | Francja    | Ligue 1                | 4         | 0         |
| 2017/18 | AS Saint-Étienne B | Francja    | Championnat National 3 | 13        | 6         |
| 2018/19 | AS Saint-Étienne B | Francja    | Championnat National 2 | 12        | 5         |
| 2018/19 | AS Nancy           | Francja    | Ligue 2                | 18        | 6         |
| 2019/20 | AS Nancy           | Francja    | Ligue 2                | 15        | 7         |
| 2020/21 | FC Metz            | Francja    | Ligue 1                | 26        | 4         |
| 2021/22 | FC Metz            | Francja    | Ligue 1                | 3         | 0         |
| 2021/22 | FC Sion            | Szwajcaria | Swiss Super League     | 3         | 0         |
| 2022/23 | FC Metz            | Francja    | Ligue 2                | 5         | 0         |
| 2022/23 | RFC Seraing        | Belgia     | Eerste klasse A        | 23        | 4         |
| 2023/24 | bez klubu          | bez klubu  | bez klubu              | bez klubu | bez klubu |
| 2024/25 | Radomiak Radom     | Polska     | Ekstraklasa            | 7         | 0         |

## Kariera reprezentacyjna
W reprezentacji Republiki Zielonego Przylądka Vagner zadebiutował 1 czerwca 2018 w wygranym 3:2 towarzyskim meczu z Algierią, rozegranym w Algierze. W 2022 roku został powołany do kadry na Puchar Narodów Afryki 2021. Na tym turnieju rozegrał jeden mecz, grupowy z Etiopią (1:0).